# Careproctus smirnovi
Careproctus smirnovi är en fiskart som beskrevs av Andriashev, 1991. Careproctus smirnovi ingår i släktet Careproctus och familjen Liparidae. Inga underarter finns listade.